# Nokia N80
Nokia N80 — пятидиапазонный смартфон фирмы Nokia.
Nokia Nseries — серия мультимедийных смартфонов компании Nokia. Многие продукты данной серии поддерживают минимум один из следующих стандартов — 3G, HSDPA или WLAN.
Первый слайдер в NSeries. После N80 большинство флагманов серии (Nokia N95, Nokia N96) выпускались в этом форм-факторе.

## Похожие модели
- Nokia N73
- Sony-Ericsson S700i
- Sanyo V801SA
- Nokia 6270
- Nokia 6280
- Nokia N70